# Elsker, elsker ikke (film fra 1970)
|  | For andre betydninger, se Elsker, elsker ikke |
Elsker... elsker ikke er en fransk film fra 1970 af François Truffaut.
Antoine Doinel (Jean-Pierre Léaud) og Christine Darbon (Claude Jade) er gift. De bor på Montmartre i Paris og Christine strækker det magre husholdningsbudget ved at undervise i violin...
"Elsker... elsker ikke" er sidste del af en trilogi indledt i 1958 med Ung flugt, efterfulgt af Stjålne kys i 1968.

## Medvirkende
- Jean-Pierre Léaud
- Claude Jade
- Daniel Ceccaldi
- Claire Duhamel
- Hiroko Berghauer
- Silvana Blasi
- Barbara Laage